# Донна Рід
Донна Белль Мулленджер (англ. Donna Belle Mullenger), знана як Донна Рід (англ. Donna Reed; *27 січня 1921, Денісон, Айова — 14 січня 1986, Лос-Анджелес) — американська акторка кіно та телебачення, антивоєнна активістка. Володарка премії «Оскар» 1954 року.

## Життєпис
Народилася 27 січня 1921 на фермі недалеко від містечка Денісон в Айові в сім'ї Гезлем Джейн і Вільяма Річарда Мулленджера старшою з п'яти дітей, виховувалася в методистських традиціях. Закінчила середню школу Денісона, а в 1938 переїхала в Лос-Анджелес, де стала жити зі своєю тіткою Мілдред. Там вступила на курси ведучої радіопередачі в лос-анджелеський міський коледж.
Кінокар'єра Донни Рід стартувала в 1941 з невеликих ролей. Найбільш знана її роль Мері Бейлі у фільмі Френка Капра «Це прекрасне життя» (1946). У 1954 за роль у фільмі «Відтепер і на віки вічні» Донна Рід була нагороджена премією «Оскар» як «найкраща акторка другого плану». Вона продовжила успішну кар'єру і в 1958-1966 виконувала головну роль в ситкомі «Шоу Донни Рід», за яку чотири рази номінувалася на премію «Еммі» за найкращу жіночу роль у комедійному телесеріалі, а також отримала «Золотий глобус» у 1963. У наступні роки мало знімалася в кіно і на телебаченні.
У 1984-1985 грала Міс Еллі Юінг в сьомому сезоні телесеріалу «Даллас», після того, як попередня виконавиця ролі Барбара Бел Геддес покинула серіал. У 1985 Бел Геддес вирішила повернутися, і Донна Рід пішла з проєкту.
У шлюбі з продюсером Тоні Оуеном (1907-1984) народила п'ятьох дітей. У 1972 розлучилася, чотирма роками пізніше одружилася з полковником у відставці Гровером В. Асмусом (1926-2003).
Донна Рід померла 14 січня 1986 в Беверлі-Гіллз від раку підшлункової залози у віці 64 років. Похована на меморіальному кладовищі Вествуд Віллейдж в Лос-Анджелесі.
На батьківщині акторки в містечку Денісон в Айові проводиться щорічний Фестиваль Донни Рід.

## Вибрана фільмографія
- 1941 — Тінь тонкої людини — Моллі
- 1942 — Очі в ночі — Барбара Лорі
- 1943 — Людська комедія — Бесс Маколі
- 1943 — Тисячі вітань — відвідувачка
- 1945 — Портрет Доріана— Гледіс Голлуорд
- 1945 — Вони були незамінними — лейтенантка Сенді Девісс
- 1946 — Це дивовижне життя— Мері Гетч Бейлі
- 1947 — Вулиця Грін-Долфін — Маргеріт Патурель
- 1952 — Скандальна хроніка — Джулі Еллісон
- 1953 — Звідси ‒ у вічність — Альма «Лорін» Берк
- 1953 — Кедді — Кеті Тейлор
- 1954 — Коли я востаннє бачив Париж — Меріон Еллсуерт / Матін
- 1956 — За межами Момбаси— Енн Вілсон
- 1956 — Викуп — Едіт Стеннард
- 1958-1966 — Шоу Донни Рід — Донна Стоун
- 1984-1985 — Даллас — Міс Еллі Юінг